# جاك ريكمانس
جاك ريكمانس (بالفرنسية: Jacques Ryckmans) (22 أكتوبر 1924م - 24 يناير 2005): مستعرب بلجيكي، كان مختصاً في نقوش وتاريخ جنوب الجزيرة العربية قبل الإسلام. وهو ابن شقيق عالم الساميات (كونزاك ريكمانس). وكان جاك ريكمانس أستاذاً فخرياً في معهد الدراسات الشرقية التابع لجامعة لوفان الكاثوليكية، وعضو في الأكاديمية الملكية البلجيكية وأكاديمية العلوم الأجنبية.